# Trollformel

Trollformel "Ratschi Ka rutschi dadel um dei"

En trollformel är en ramsa, liknande "Hokus pokus filiokus", med påstådd magisk innebörd, som för att verka måste uttalas helt korrekt. "Hokus pokus" duger alltså inte. En formel kan bestå av bokstavsserier eller magiska tecken eller ha en versform som ska läsas vid ritualer.
Vissa typer är mycket gamla och användes redan hos forntidskulturerna i Egypten (till exempel London-papyrusen och Mesopotamien. De äldsta bevarade svenska trollformlerna är nedskrivna på 1400-talet.
Trollformler indelas i bland annat signelser, som väder sig till en lidande varelse, och besvärjelser, som vänder sig mot ett ont väsen. Denna åtskillnad mellan besvärjelser och signelser är inte genomförd i all vetenskaplig litteratur.